# Повествование о трёх царствах
Повествование о трёх царствах (кит. упр. 三国演义, пиньинь Sānguó yǎnyì, англ. Romance of the Three Kingdoms) — китайский исторический телевизионный сериал, являющийся экранизацией средневекового романа Ло Гуаньчжуна «Троецарствие».

## Производство
Сериал был снят в рамках программы Центрального телевидения Китая по экранизации всех четырёх классических китайских романов. Съёмки начались в 1990 году и продолжались до 1994 года. Все серии были разбиты на пять групп, каждую из которых снимал собственный режиссёр. Для съёмок батальных сцен было задействовано порядка 40 тысяч солдат НОАК.

## Сюжет
Сериал является экранизацией исторических событий, приведших к падению империи Хань и расколу единого государства на три независимых царства; также показана борьба этих царств друг с другом при их первых правителях.

## В ролях
Из-за того, что сериал снимался четыре года, было много случаев, когда в разных сериях одного персонажа играли разные люди; также были случаи, что один и тот же актёр снимался в нескольких ролях.

### Главные действующие лица
| Актёр         | Роль       |
| ------------- | ---------- |
| Сунь Яньцзюнь | Лю Бэй     |
| Тан Гоцян     | Чжугэ Лян  |
| Бао Гоань     | Цао Цао    |
| Лу Шумин      | Гуань Юй   |
| Ли Цзинфэй    | Чжан Фэй   |
| У Сяодун      | Сунь Цюань |
| У Сяодун      | Сунь Цзянь |

| Актёр        | Роль             |
| ------------ | ---------------- |
| Чжан Гуанбэй | Люй Бу           |
| Ли По        | Дун Чжо          |
| Чэнь Хун     | Дяочань          |
| Хун Юйчжоу   | Чжоу Юй          |
| Хун Юйчжоу   | молодой Юань Шао |
| Ли Цинсян    | пожилой Юань Шао |
| Чжан Шань    | молодой Чжао Юнь |

| Актёр        | Роль           |
| ------------ | -------------- |
| Вэй Цзунвань | пожилой Сыма И |
| Пу Цуньсинь  | Сунь Цэ        |
| Хэ Цзин      | Младшая Цяо    |
| Ху Чжаньли   | Мэн Хо         |
| Ли Юньцзюань | Госпожа Чжужун |

### Второстепенные персонажи
| Актёр                       | Роль                         |
| --------------------------- | ---------------------------- |
| Ду Вэньлу                   | Генерал Ахуэйнань            |
| Сюэ Вэньчэн                 | Бао Лун                      |
| Чэнь Чжихуэй                | Бао Синь                     |
| Лю Шаочунь                  | Бао Чжун                     |
| Ли Фэнъин                   | Императрица Бянь             |
| Лю Сяомэй                   | Госпожа Цай                  |
| Ли Хуа                      | Цай Хэ                       |
| Ме Юэ                       | Цай Мао                      |
| Цинь Чжао                   | Цай Юн                       |
| Ли Сяочжоу                  | Цай Чжун                     |
| Ань Чжии                    | Цао Фан                      |
| Хоэрча, Бала Чжуэр, Ван Цзе | Цао Хун                      |
| Ван Хань                    | Цао Хуань                    |
| Ли Мин                      | Цао Цзе                      |
| Цзи Чэньму                  | Цао Мао                      |
| Ян Юньюн                    | Цао Пэй                      |
| Тай Цзухуэй, Сюй Дэшань     | Цао Жэнь                     |
| Ван Гуанхуэй                | Цао Жуй                      |
| Кан Мин                     | Цао Шуан                     |
| Чи Чунгэнь                  | Цао Си                       |
| Сунь Чжэньцай               | Цао Сюнь                     |
| Чжэн Цян                    | Цао Чжэнь                    |
| Ван Лянбо                   | Цао Чжи                      |
| Ван Чанли                   | Чэнь Дэн                     |
| Ли Цзяньи                   | Молодой Чэнь Гун             |
| Сю Цзунди                   | Пожилой Чэнь Гун             |
| Ню Чалян                    | Чэнь Гуй                     |
| Ван Тао                     | Чэнь Линь                    |
| Чэнь Дэбао, Чжан Шицзюнь    | Чэнь Ши                      |
| Чжан Шицзюнь                | Чэнь Цюнь                    |
| Лю Инлу                     | Чэнь Тай                     |
| Дун Цзюжу                   | Чэн Бин                      |
| Чжан Пин                    | Чэн Цзи                      |
| Янь Хуайли, Чэнь Чжуаньлян  | Чэн Пу                       |
| Дай Цзинго, Юй Ляньцзэн     | Чэн Юй                       |
| Жэнь Мэн                    | Чэн Цзы                      |
| Чжоу Ваньхун                | Чуньюй Цюн                   |
| Чжуан Ли                    | Госпожа Цуй                  |
| Ли Сунцяо                   | Цуй Лян                      |
| Чжао Сяочуань               | Цуй Чжоупин                  |
| Ван Хунгуан                 | Дэн Ай                       |
| Ли Чжии                     | Дэн Чжи                      |
| У Вэньцин                   | Дэн Чжун                     |
| Чжан Цзятянь                | Дянь Вэй                     |
| Лю Шаочунь, Ван И, Ян Баохэ | Дин Фэн                      |
| Жуй Лижун                   | Дин Юань                     |
| Люй Чжун                    | Вдовствующая императрица Дун |
| Лю Лун                      | Дун Чэн                      |
| Цинь Баолинь                | Генерал Дунтуна              |
| Лю Хэ                       | Вождь Досы                   |
| Чжан Сюйтин                 | Эхэшаогэ                     |
| Ши Лайцюнь, Чжан Миньфу     | Фа Чжэн                      |
| Вэй Дэшань                  | Фань Цян                     |
| Ци Вэньцян                  | Фэй Яо                       |
| Ли Хун                      | Фэй И                        |
| И Шуфэнь, Го Шупин          | Госпожа Гань                 |
| Хань Дун, Чжан Юйхай        | Гань Нин                     |
| Юань Лицзянь                | Гао Сян                      |
| Ян Фань                     | Гунсунь Цзань                |
| Ли Яньпин                   | Гу Юн                        |
| Дин Чжиюн                   | Молодой Гуань Пин            |
| Чэнь Бин                    | Пожилой Гуань Пин            |
| Ли Вэй                      | Гуань Син                    |
| Чан Юйпин, Сунь Цичэн       | Го Хуай                      |
| Цзян Кай                    | Го Цзя                       |
| Го Шоуян                    | Го Ту                        |
| Чжу Цзюнь                   | Хань Дан                     |
| Юй Жунгуан                  | Хань Фу                      |
| Ян Цзыбинь                  | Хань Хао                     |
| Судэ Сыцинь                 | Хань Мэн                     |
| Хуан Сяоли                  | Хань Сюань                   |
| Ли Шицай                    | Хао Чжао                     |
| Чжэн Тяньвэй                | Императрица Хэ               |
| Чжан Фуюань                 | Хэ Цзинь                     |
| Е Цзиньсэнь                 | Ху Бань                      |
| Цзян Чунся                  | Ху Ле                        |
| Ци Цзяньбо                  | Ху Юань                      |
| Юй Вэйцзе                   | Хучээр                       |
| Ван Чжунсинь                | Хуа То                       |
| Сун Гэ                      | Хуа Синь                     |
| Вэнь Хао                    | Хуань Фань                   |
| Ван Хунъу                   | Хуан Чэнъянь                 |
| У Гуйцэнь, Сюй Фуинь        | Хуан Гай                     |
| Цзэн Гэ                     | Хуан Хао                     |
| Ван Хунтао                  | Хуан Чжун                    |
| Цяо Чэнь                    | Жена Хуан Чжуна              |
| Ван Хунтао                  | Цзи Лин                      |
| Дин Чжичэн                  | Цзи Пин                      |
| Хань Синьминь               | Цзя Чун                      |

| Актёр                                | Роль                               |
| ------------------------------------ | ---------------------------------- |
| Сюй Юнлян, Ли Сюйлян                 | Цзя Сюй                            |
| Су Цзяньюй                           | Цзянь Шо                           |
| Ань Цзи                              | Цзянь Юн                           |
| Чжоу Чжоу                            | Цзян Гань                          |
| Лю Си                                | Цзян Цзи                           |
| Лю Хункунь                           | Цзян Вань                          |
| Чжан Тяньшу                          | Молодой Цзян Вэй                   |
| Фань Чжици                           | Пожилой Цзян Вэй                   |
| Чжан Дэнцяо                          | Мать Цзян Вэя                      |
| Ван Чжицян                           | Цзюй Шоу                           |
| Чжан Сицянь                          | Кань Цзэ                           |
| Чжэн Жун                             | Кун Жун                            |
| Ма Цзичунь                           | Куай Юэ                            |
| Чжан Инъу, Сан Бао, Чжан Цзинхай     | Ли Дянь                            |
| Ван Цян, Чжан Цзиминь                | Ли Фэн                             |
| Ли Баоань                            | Ли Фэн                             |
| Ван Чжицян                           | Ли Хуэй                            |
| Би Яньцзюнь                          | Ли Жу                              |
| Ян Айфу                              | Ли Шэн                             |
| Янь Яньшэн                           | Ли Су                              |
| Ман Лай, Чэнь Чжихуэй, Ду Вэньлу     | Ляо Хуа                            |
| Ван Ган, Хэнь Цзэнсян                | Линь Тун                           |
| Ма Цзыцзюнь                          | Глава свадебной церемонии Лю Бэя   |
| Чжу Фэн                              | Лю Бянь (император Шао-ди)         |
| Чжан Да                              | Лю Бяо                             |
| Чэнь Сюй                             | Лю Чэнь                            |
| Лян Чи                               | Лю Цун                             |
| Хо Эрча                              | Лю Дай                             |
| Чжао Чжэньпин                        | Лю Фэн                             |
| Лю Цзунжэнь                          | Лю Гуй                             |
| Инь Ли                               | Лю Ци                              |
| Ли Те                                | Молодой Лю Шань                    |
| Лу Цзисянь                           | Взрослый Лю Шань                   |
| Бао Дачжи                            | Молодой Лю Се (император Сянь-ди)  |
| Инь Шэнь, Су Кэ                      | Взрослый Лю Се (император Сянь-ди) |
| Сяо Лу, Ма Юйсэнь, Вэй Сянь          | Лю Е                               |
| Лян Чжэнья                           | Лю Чжан                            |
| Чжао Пиюй                            | Лу Цзи                             |
| Сао Ли, Сун Бангуй, Ма Юйлян         | Лу Су                              |
| Гао Фэй                              | Лу Сюнь                            |
| Ян Чжаоцюань                         | Лу Чжи                             |
| Цао Шисян                            | Люй Бошэ                           |
| Лю Янь                               | Дочь Люй Бу                        |
| Со Эръюн                             | Люй Фань                           |
| Чу Голян, Го Молан                   | Люй Мэн                            |
| Ань Япин                             | Ма Чао                             |
| Ли Цзяньпин, Чэнь Гуаньсинь          | Ма Дай                             |
| Ван Сяньхэ, Ли Пин                   | Ма Лян                             |
| Чжан Чжичжун                         | Ма Су                              |
| Хуан Вэньцзюнь                       | Ма Тэн                             |
| Чжан Хао                             | Ма Чжун                            |
| Цинь Баолинь                         | Ма Цзунь                           |
| Чжоу Хуэйлинь                        | Мао Цзе                            |
| Чжан Нань                            | Мэн Да                             |
| Янь Фэнци                            | Мэн Цзянь                          |
| Ли Янькуй                            | Мэн Це                             |
| Судэ Шицинь                          | Мэн Тань                           |
| Ли Дунго                             | Мэн Ю                              |
| Сюй Ди, Ван Луяо                     | Госпожа Ми                         |
| Куй Хэго                             | Ми Фан                             |
| Чжу Бинцянь, Ян Найхуан, Жэнь Дуншэн | Ми Чжу                             |
| Чжан Сюйтин                          | Вождь Мидан                        |
| Хэй Шуйкуань, Сунь Цичэн             | Пань Чжан                          |
| Чжан Юаньпэн                         | Пан Дэ                             |
| Цзинь Шугуй, Чжу Шибинь              | Пан Тун                            |
| Го Цзяцин                            | Пуцзин                             |
| Цзян Цзинь                           | Отец сестёр Цяо                    |
| Ван Фэнвэнь                          | Цяо Чжоу                           |
| Чэнь Чанлун                          | Цинь Лян                           |
| Ван Чжунсинь                         | Цинь Ми                            |
| Лю Ливэй                             | Цинь Ци                            |
| Чжао Пиюй                            | Цю Цзянь                           |
| Ван Ин                               | Шао Ти                             |
| Ван Сянь                             | Шэнь Пэй                           |
| Ма Шулян                             | Ши Тао                             |
| Цзи Чунгун                           | Ши Сюй                             |
| Чжэн Сюй                             | Ши Цзуань                          |
| Су Минь                              | Сыма Хуэй                          |
| Пань Иньлай                          | Молодой Сыма Ши                    |
| Лэй Телю                             | Взрослый Сыма Ши                   |
| Люй Сосэнь                           | Сыма Ван                           |
| Хань Цин                             | Сыма Янь                           |
| Ли Чию                               | Молодой Сыма Чжао                  |
| Гао Ланьцунь                         | Взрослый Сыма Чжао                 |
| Сюй Хунда                            | Су Юэ                              |
| Ян Цзюнь                             | Сунь Ли                            |
| Го Цзяцян, Ся Цзюньинь               | Сунь Цянь                          |
| Чжао Юэ                              | Сунь Шансян                        |

| Актёр                                          | Роль                                  |
| ---------------------------------------------- | ------------------------------------- |
| Пань Юэмин                                     | Сунь Сю                               |
| Ли Хунтао, Чэнь Чжихуэй                        | Тайши Цы                              |
| Чжан Тун                                       | Тао Цянь                              |
| Гао Баобао                                     | Госпожа Тянь                          |
| Чжан Ляньчжун                                  | Тянь Фэн                              |
| Ван Тецзюнь                                    | Тянь Сы                               |
| Чи Чунгэнь                                     | Ван Фу                                |
| Чжан Хунъин                                    | Ван Цзин                              |
| Дун Цзи                                        | Ван Лан                               |
| Цуй Дай                                        | Ван Пин                               |
| Янь Яньшэн                                     | Ван Су                                |
| Чжэн Дапэн                                     | Ван Тао                               |
| Сюй Юнь                                        | Ван Ютун                              |
| Тань Цзунъяо                                   | Ван Юнь                               |
| Мо Ци                                          | Ван Чжи                               |
| Ши Чанцзинь                                    | Ван Цзыфу                             |
| Лю Вэй, Ван Сяоин, Ван Шаовэнь, Ван Синьхай    | Вэй Янь                               |
| Ман Лай, Би Лигэ                               | Вэнь Пин                              |
| Линь Моюй, Юй Жоцзюань                         | Госпожа У                             |
| Ли Шицай                                       | У Бань                                |
| Лю Цзяньвэй                                    | У Фу                                  |
| Хун Цзунси                                     | У Яюй                                 |
| Хун Симай                                      | Си Чжэн                               |
| Ши Тяньшэн, Шэнь Шуанцунь                      | Сяхоу Ба                              |
| Бала Чжуэр                                     | Сяхоу Дунь                            |
| Ян Лисинь                                      | Сяхоу Цзе                             |
| Ван Цзимин                                     | Сяхоу Мао                             |
| Цзяо Юйчэн                                     | Сяхоу Шан                             |
| Хао Юэго                                       | Сяхоу Сюань                           |
| Цянь Юйлинь                                    | Сяхоу Юань                            |
| Ма Синъюэ, Цинь Баолинь                        | Синь Пи                               |
| Ван Цзяньго, Лу Ин, Чэнь Чжихуэй, Хань Дун     | Сюй Чу                                |
| Хоэрча, Нигэ Муту, Ли Дунго, Лю Хунлин, Се Дун | Сюй Хуан                              |
| Чжан Цинь                                      | Сюй Цзин                              |
| Чжан Сяомин                                    | Сюй Шэн                               |
| Чжай Ваньчэнь                                  | Сюй Шу                                |
| Тай Жэньхуэй                                   | Мать Сюй Шу                           |
| Ши Сяомань                                     | Сюй Ю                                 |
| Юй Цзянай                                      | Сюнь Ю                                |
| Гу Лань                                        | Сюнь Юй                               |
| Гао Баобао                                     | Госпожа Янь                           |
| Ли Тань                                        | Янь Цзюнь                             |
| Се Цзяци                                       | Янь Лян                               |
| Ли Цзунби, Ван Вэнью                           | Янь Янь                               |
| Сы Гэнтянь                                     | Ян Фэн                                |
| Гао Сяобао                                     | Ян Лин                                |
| Лю Цзяньвэй                                    | Ян Сун                                |
| Мэн Сяньли                                     | Ян И                                  |
| Лю Лунбин, Ван Хуэй                            | И Цзи                                 |
| Чу Цзяньфу                                     | Юй Фань                               |
| Сыцинь Билигэ, Ци Кэцзянь                      | Юй Цзинь                              |
| Чжоу Ваньхун                                   | Юй Цюн                                |
| Чэнь Юван, Ван Фушэн                           | Юань Шу                               |
| Дэн Сяогуан                                    | Юань Тань                             |
| Шэнь Лун                                       | Юэ Цзинь                              |
| Ма Цзинъу                                      | Чжан Бао (из войск в жёлтых повязках) |
| Чи Годун                                       | Чжан Бао (сын Чжан Фэя)               |
| Чжу Дэцан                                      | Чжан Дан                              |
| Ван Хуанань, Син Гочжоу                        | Чжан Хэ                               |
| Тянь Е                                         | Чжан Ху                               |
| Инь Хуашэн                                     | Чжан Цзи                              |
| Юань Чжигуан                                   | Чжан Цзяо                             |
| Ю Шицзюнь                                      | Чжан Лян                              |
| Сюй Шаохуа, Чжан Якунь, Ван Вэйго              | Чжан Ляо                              |
| Ма Юйлян                                       | Чжан Лу                               |
| Се Чжицзянь                                    | Чжан Жан                              |
| Чжоу Чжунхэ                                    | Чжан Жэнь                             |
| Чжан Цзюй                                      | Чжан Сун                              |
| Ван Мяньчжи                                    | Чжан Вэнь                             |
| Хань Шаньсюй                                   | Чжан Сю                               |
| Ци Вэньцян                                     | Чжан И                                |
| Чжоу Цзивэй                                    | Чжан Чжао                             |
| Ли Баохуа                                      | Чжао Фань                             |
| Гай Кэ                                         | Сводная сестра Чжао Фаня              |
| Хань Синьминь                                  | Чжао Лэй                              |
| Хоу Юншэн                                      | Пожилой Чжао Юнь                      |
| Хань Синьминь                                  | Чжэн Тай                              |
| Гуань Юэ                                       | Чжун Хуэй                             |
| Лю Гэн                                         | Чжун Яо                               |
| Лю Жуньчэн                                     | Чжоу Цан                              |
| Инь Вэй, Чжан Ин                               | Чжоу Тай                              |
| Чжун Юйцзе, Ван Чжаогуй                        | Чжугэ Цзинь                           |
| Ши Ни                                          | Чжугэ Цзюнь                           |
| Хэ Бин                                         | Чжугэ Кэ                              |
| Су Чуншань                                     | Чжугэ Чжань                           |